# SS Kraków (1919)
SS Kraków – masowiec o napędzie parowym o nośności 600 ton, w polskiej służbie w latach 1920-1922. Był pierwszym polskim parowcem handlowym na Bałtyku, zatonął w 1922.

## Historia
Zbudowany w 1919 w Frederikshavn w Danii, był małym masowcem z nadbudówką, kotłownią i maszyną parową na rufie. Z powodu braków surowców po I wojnie światowej, poszycie kadłuba było z drewna. Służył najpierw u duńskiego armatora A.O. Andersen pod nazwą "Frederikshavn".
2 lutego 1920 został zakupiony w Kopenhadze przez dyrektora polskiego Towarzystwa Żeglugowego "Sarmacja", Bogumiła Nowotnego, jako pierwszy i przez dwa lata jedyny statek "Sarmacji". Z powodu niewielkiej ilości wykwalifikowanych polskich kadr, Nowotny zamustrował załogę z oficerów byłej marynarki austro-węgierskiej (dzięki swoim kontaktom z czasów służby w tej marynarce) oraz niemieckich gdańszczan, skutkiem czego początkowo na statku używany był język niemiecki i w takim języku prowadzony był też początkowo dziennik pokładowy. Pierwszym kapitanem był Austriak Oskar Doleżal, krótko związany z polską marynarką.
Przez pierwsze pół roku, z powodu braku polskiej infrastruktury żeglugowej, statek był wyczarterowany firmie brytyjskiej i pływał z węglem z Newcastle do Francji. Z powodu problemów stwarzanych w Wielkiej Brytanii w związku z pochodzeniem członków jego załogi z byłych państw centralnych, załoga została zmuszona do formalnego przyjęcia obywatelstwa polskiego. W drugiej połowie 1920 statek przybył na Bałtyk, gdzie nastąpiła częściowa wymiana i stopniowa polonizacja załogi. Kapitanem został Austriak Adolf Münzel, pierwszym oficerem także Austriak Fryderyk von Poten, a drugim oficerem Polak Zygmunt Tuleja. W dalszym ciągu pływał m.in. eksportując polskie drewno, a także transportując węgiel z Wielkiej Brytanii do portów zachodnioeuropejskich. Trzykrotnie był też w portach łotewskich.
28 stycznia 1922 "Kraków" wyszedł z Hull z węglem do Helsingborgu, docelowo płynąc do Gdańska. Nocą 1/2 lutego statek utknął jednak w polu lodowym w Kattegacie, na wysokości szwedzkiej latarni Vinga. Płynąc za mocniejszym statkiem zdołał dopłynąć pod Nidingen, tam jednak w nocy 3/4 lutego utknął na dobre w lodzie i razem z nim zaczął dryfować na południe. Statek nie był wyposażony w radiostację, aby wezwać pomoc. 5 lutego statek w lodzie zaczął się przechylać i załoga opuściła go na dwóch łodziach. Statek zatonął 7 lutego zgnieciony przez lody w u wybrzeży Danii. 14-osobowa załoga, ciągnąc łodzie po lodzie, dotarła do odległego o 10 mil brzegu Danii w rejonie wsi Gaar. Bandera zabrana ze statku przez Zygmunta Tuleję jest w zbiorach Centralnego Muzeum Morskiego, jako najstarsza polska zachowana bandera handlowa.
Sąd morski w Kopenhadze uznał, że załoga nie ponosi odpowiedzialności za zdarzenie i przyczyną była siła wyższa. Towarzystwo "Sarmacja" otrzymało ubezpieczenie, za które zakupiło starszy, ale większy statek SS "Wawel".